# Pond Inlet
Pond Inlet, inuit Mittimatalik, är ett samhälle beläget på norra delen av Baffinön i Nunavut, Kanada. Samhället hade 1 617 invånare år 2016 och var därmed det största av Nunavuts fyra samhällen norr om den 72:a breddgraden. Pond Inlet Airport ligger nära samhället.
Samhället är känt för att vara naturskönt beläget. 